# Vasile Vaida
Vasile Vaida (* 23. November 1909 in Câțcău, Kreis Cluj; damals Ungarn; † 1987 in Bukarest) war ein rumänischer Politiker der Rumänischen Kommunistischen Partei PCdR (Partidul Comunist din România), ab 1948 PMR (Partidul Muncitoresc Român) und ab 1965 PCR (Partidul Comunist Român), der unter anderem von 1948 bis 1952 Kandidat des Politbüros des Zentralkomitees (ZK) sowie zugleich zwischen 1948 und 1952 Landwirtschaftsminister war.

## Leben
Vaida besuchte nach der siebenjährigen Grundschule drei Jahre lang die Handwerksschule und war danach als Schuster tätig. Er engagierte sich von 1923 bis 1926 als Mitglied der Leder- und Schuhgewerkschaft und wurde 1935 Mitglied der damaligen Rumänischen Kommunistischen Partei PCdR (Partidul Comunist din România). Außerdem war er zwischen 1935 und 1941 Mitglied der Roten Hilfe (ajutorul roșu). Am 14. August 1941 wurde er festgenommen und aufgrund Abschnitt Nr. 2183 am 18. November 1941 vom Kriegsgericht des 2. Bukarester Sektors zu Zwangsarbeit, 500 Lei Geldstrafe sowie 1.000 Lei Gerichtskosten wegen Beihilfe zum Mord, Druck, Herstellung und Verteilung von Manifesten, Anstiftung zum Begehen von Straftaten gegen den Staat sowie Mitgliedschaft in verbotenen politischen Organisationen verurteilt. Nach seiner Freilassung wurde er im Mai 1945 Sekretär der Parteiorganisation der Patriotischen Verteidigung (Apărare patriotică).
Auf der Nationalkonferenz (Conferința Națională), die vom 16. bis 22. Oktober 1945 stattfand, wurde Vaida erstmals Mitglied des Zentralkomitees (ZK) der Rumänischen Kommunistischen Partei PCdR (Partidul Comunist din România) und gehörte diesem bis zum 28. Dezember 1955 an. 1946 wurde er ferner erstmals Mitglied der Großen Nationalversammlung (Marea Adunare Națională) und vertrat dort zunächst den Wahlkreis Someș sowie zwischen 1948 und 1969 den Wahlkreis Ileanda Nr. 15. 1946 wurde er ferner Chef der Landwirtschaftsabteilung des ZK der PCdR. Auf dem Sechsten Parteitag der PMR (21. bis 23. Februar 1948) wurde er Kandidat des Politbüros des ZK und gehörte diesem Gremium bis zum Plenum des ZK der PMR am 27. Mai 1952 an. Am 14. April 1948 übernahm er von Traian Săvulescu den Posten des Landwirtschaftsministers (Ministru al Agriculturii) und hatte diesen bis zu seiner Ablösung durch Constantin Prisnea am 31. Mai 1952 inne. Im Anschluss war er zwischen 1952 und 1956 Präsident des Exekutivkomitees des Stadtrates von Bukarest. Auf dem Siebten Parteitag der PMR (23. bis 28. Dezember 1955) verlor er seinen Status als Mitglied des ZK, blieb aber bis zum 25. Juni 1960 Kandidat des ZK der PMR. Er war von 1956 bis 1963 Erster Sekretär des Parteikomitees der PMR im Kreis Cluj und wurde auf dem Achten Parteitag der PMR (20. bis 26. Juni 1960) wiederum Mitglied des ZK der PMR, dem er nunmehr bis zum 28. November 1974 angehörte. 
Vaida fungierte zwischen 1963 und 1966 als Präsident der Staatskommission für die Sicherung landwirtschaftlicher Produkte, seit 1966 als Präsident der Pensionskasse und der Sozialversicherung der Mitglieder der Landwirtschaftlichen Produktionsgenossenschaften sowie seit 1967 als Mitglied des Exekutivkomitees der Nationalen Vereinigung der Landwirtschaftlichen Produktionsgenossenschaften UNCAP (Uniunea Națională a Cooperativelor Agricole de Producţie). Auf dem Elften Parteitag der PCR (24. bis 27. November 1974) wurde er dann Mitglied der Zentralen Parteikontrollkommission der PCR (Colegiul Central de Partid). Zuletzt wurde er auf dem Zwölften Parteitag der PCR (19. bis 23. November 1979) schließlich Mitglied der Zentralen Revisionskommission, der er bis zum  22. November 1984 angehörte. 1975 wurde er abermals Mitglied der Großen Nationalversammlung, in der er bis 1980 den Wahlkreis Sebiș Nr. 7. Während seiner Parlamentszugehörigkeit war er seit dem 22. März 1975 auch Mitglied des Ausschusses für Gesundheit, Arbeit, soziale Sicherheit und Umweltschutz.

### Ehrungen und Auszeichnungen
Für seine langjährigen Verdienste wurde Vaida mehrfach ausgezeichnet und erhielt unter anderem den 1948 den Orden der Arbeit Zweiter Klasse (Ordinul Muncii), 1948 den Stern der Volksrepublik Rumänien Zweiter Klasse (Ordinul Steaua Republicii Populare Române), 1949 den Orden zur Verteidigung des Vaterlandes Zweiter Klasse (Ordinul Apărarea Patriei), 1959 den Orden 23. August Zweiter Klasse (Ordinul 23. August), 1966 den Orden Tudor Vladimirescu Zweiter Klasse (Ordinul Tudor Vladimirescu) sowie 1971 den Orden zur Verteidigung des Vaterlandes Erster Klasse.